# Coenocalpe millierata
Coenocalpe millierata är en fjärilsart som beskrevs av Otto Staudinger 1901. Coenocalpe millierata ingår i släktet Coenocalpe och familjen mätare. Inga underarter finns listade i Catalogue of Life.